# Heliowatt
Heliowatt (1885 bis zur Zwangsarisierung 1933 Aronwerke, Tochterfirma Nora-Radio GmbH von 1926–1929) war ein deutscher Hersteller von elektrischen Apparaturen und Geräten. Gründer war der Physiker und Unternehmer Hermann Aron (1845–1913). Die Firma war ab 1935 zunächst im Besitz des Siemens-Konzerns, dann anderer Eigner, und stellte 1993 ihre Geschäftstätigkeit ein.

## Anfänge
Die Firma ging aus einer im Jahre 1883 von dem Berliner Privatdozenten und Elektrotechniker Hermann Aron (1845–1913) in der Königin-Augusta-Straße 44 in Berlin-Charlottenburg gegründeten Versuchswerkstatt hervor. Als sich die Stadt Berlin im Herbst 1885 für einen von Aron entwickelten Elektrizitätsmengenzähler, den ersten genauen elektromechanischen Wattstundenzähler, entschied und die ersten 100 Exemplare kaufte, begann der wirtschaftliche Erfolg des Unternehmens, gefolgt von einer Expansion ins Ausland. 1890 eröffnete Aron eine Werkstatt und Firma in Paris, 1893 eine weitere in London. Im selben Jahr firmierte er das Unternehmen zur „H. Aron Elektrizitätszähler Fabrik GmbH“ um, mit dem Hauptwerk in Berlin-Charlottenburg und den Zweigwerken in Paris und London. 1897 wurden weitere Zweigwerke in Wien und Schweidnitz eröffnet.
Der Fertigungsbetrieb wurde 1900 in ein fünfgeschossiges Fabrikgebäude an der Wilmersdorfer Straße/Ecke Bismarckstraße verlegt. Das Unternehmen befasste sich anfangs mit der Herstellung der von Aron konstruierten Pendel-Elektrizitätszähler, schon bald jedoch auch von Strom- und Spannungswandlern, Leistungsbegrenzern, Fernmessanlagen, Schaltuhren, Münz- und Vergütungszählern. 1905 übertrug Hermann Aron die Leitung des Betriebs an seinen 25-jährigen Sohn Manfred (1884–1967). Aus dem Zweigwerk in Wien wurde 1906 die „Elektra-Apparatenbau Gesellschaft m.b.H.“ Im Jahre 1908 beschäftigten Arons Werke bereits über 1000 Mitarbeiter, davon fast 500 im Werk Schweidnitz, und es bestanden 32 Büros und Vertretungen in vielen Ländern Europas. In Schweidnitz erfolgte die Herstellung der Einzelteile der Zähler und die vollständige Fertigung der Schaltapparate und elektrischen Uhren; in Charlottenburg, wo sich auch die Hauptverwaltung befand, erfolgte die Montage und Eichung der verschiedenen Zählerarten und Spezialausführungen.

## Radioproduzent
Im Jahre 1912, ein Jahr vor dem Tode seines Vaters, übernahm Manfred Aron die Mehrheit an der Firma. Der Firmenname wurde von ihm 1917 in „Aron Elektrizitäts-GmbH“ geändert, denn es wurden auch andere Produkte als Elektrizitätszähler gefertigt, wie z. B. Spannungswandler, Leistungsbegrenzer, Fernmessanlagen, Schaltuhren u. a. 1918 ging das gesamte Grundstück in Charlottenburg in den Besitz der Aron-Werke über. Die Fassade des Verwaltungsgebäudes an der Wilmersdorfer Straße wurde 1921 neu gestaltet.
Ende 1923 begann Aron mit der Fabrikation von Rundfunkgeräten (Detektorempfänger). Ab 1924 wurden mit Röhren ausgestattete „Nora-Radios“ hergestellt. Auch weil „Aron“ als jüdischer Name zu erkennen war, wurde als Markenbezeichnung die umgekehrte Buchstabenfolge „NORA“ benutzt. 1926 wurde die Tochterfirma „Nora-Radio GmbH“ gegründet, und 1927 entstand das Zweigwerk am Charlottenburger Ufer 16 a/17 a. 1928 wurde das Dachgeschoss im Hauptbau an der Wilmersdorfer Straße für ein Laboratorium und ein Prüffeld zur Herstellung von Radioapparaten ausgebaut. 1929, als das Rundfunkgeschäft bereits ca. 55 Prozent des Gesamtumsatzes ausmachte, erfolgte unter Eingliederung der „Nora-Radio GmbH“ die Umwandlung der „Aron Elektrizitäts-GmbH“ in eine Aktiengesellschaft. Mit einem Marktanteil bei Radiogeräten von 7,57 % lag Nora 1932 an vierter Stelle hinter Telefunken, Saba und Mende. Dieser Anteil stieg 1934 auf 8,35 %. In dieser Zeit wurde in Deutschland in drei Betrieben gearbeitet, zwei in Charlottenburg und einer in Schweidnitz. In der Hauptsaison 1932 beschäftigte das Unternehmen 3300 Mitarbeiter zur Herstellung von Radios, Radio-Bauteilen und Zubehör wie Lautsprecher und Kopfhörer.

## Zeit des Nationalsozialismus und Kriegsfolgen
Nach der politischen Umwälzung 1933 änderte das Unternehmen unter dem Druck auch betriebsinterner NSDAP-Zellen seinen Namen in „Heliowatt Werke Elektrizitäts-Aktiengesellschaft“. Dies bewahrte Manfred Aron jedoch nicht vor den schweren Repressalien des NS-Regimes und der Arisierung seines Betriebs. 1935 wurde er von der Geheimen Staatspolizei mehrmals verhaftet und schließlich gezwungen, die Unternehmensanteile seiner Familie mit erheblichem Verlust an die Deutsche Bank zu verkaufen, wobei auch die Hausbank der Aron-Werke, die Commerzbank, eine wichtige Rolle spielte. Die Deutsche Bank reichte diese Anteile noch im selben Jahr an den Siemens-Konzern weiter. In einer Pressemitteilung vom 23. Oktober 1935 teilte Siemens Folgendes mit:

„Die Firma Heliowatt (Nora) bittet uns mitzuteilen, daß der Jude Aron entgegen einer Bemerkung des Schwarzen Korps nicht mehr finanziell an ihrem Betrieb beteiligt ist und daß die Firma ein arisches Unternehmen sei. – Wir stellen dies fest, müssen dazu aber gleichzeitig mitteilen, daß unsere Ermittlungen ergeben haben, daß die leitenden Stellen obiger Firma zum weitaus größten Teil mit Volljuden besetzt sind: Das Vorstandsmitglied Gottschalk, der Betriebsleiter Veith, der leitende technische Ingenieur Dr. Stern, der Leiter der Patentabteilung Dr. Wallach und der erste Einkäufer, der Galizier Kupfermann. Solche Berichtigungen bringen wir gerne, die nächste Firma bitte!“

In den Folgejahren lief der Betrieb zwar weiterhin gut, aber der Marktanteil nahm langsam ab. Mit dem Zweiten Weltkrieg kam dann ein vorläufiges Ende. Durch die alliierten Bombenangriffe auf Berlin 1943 wurde die Fabrik am Charlottenburger Ufer zerstört. Bei den Straßenkämpfen Anfang 1945 brannte auch das Hauptwerk Charlottenburg vollständig aus.
Das Werk in Schweidnitz wurde am 5. Oktober 1945 von den sowjetischen Militärbehörden an Polen übereignet und wurde am 3. August 1946 als „Fabrykę Liczników i Zegarów Elektrycznych“ in Betrieb genommen. Im Laufe der Jahrzehnte änderte sich die Produktionspalette kontinuierlich in Richtung elektrischer und elektronischer Präzisionsinstrumente, und auch die organisatorische Zugehörigkeit und Bezeichnung des Werks wechselten einige Male. 1991 wurde das Werk, nunmehr „Zakłady Wytwórcze Aparatury Precyzyjnej "Mera Pafal"“, zur Privatisierung freigegeben und 1992 unter dem neuen Namen „Fabrykę Aparatury Pomiarowej "Pafal"“ S.A. privatisiert. Nach weiterem Ausbau und Modernisation erwarb die „Apator S.A.“ aus Toruń (ehem. dt. Thorn) im März 2004 eine Mehrheitsbeteiligung an der „FAP "Pafal"“. Das Werk ist heute auf die Herstellung von Messgeräten für Gas und Strom spezialisiert.

## Neubeginn
Nach 1945 wurde Heliowatt in West-Berlin als „Heliowattwerke GmbH“ wieder ins Leben gerufen, und 1947 erschienen die ersten Zeitungsinserate, die den Wiederbeginn der Nora-Produktion meldeten. Die im Kriege zerstörte Anlage an der Wilmersdorfer Straße wurde bis 1954 wieder aufgebaut. Sehr bald nach Kriegsende begann das Werk mit der Produktion von aus Kunststoff gepressten Gegenständen des täglichen Bedarfs, der Reparatur von Elektrozählern und Rundfunkgeräten und der Ausführung von Aufträgen der Bewag. Die Produktion des ersten Nachkriegs-Radiomodells begann wohl schon 1947, und 1948 wurden „Nora-Radios“ wieder in Katalogen angeboten. Der Erfolg blieb allerdings aus, und 1949 wurde nur noch ein Modell unter dem Markennamen Heliowatt angeboten. Die Ausweitung der Modellpalette und Exportbemühungen in den nächsten Jahren brachten keine dauerhafte Besserung. Ebenso blieben grundlegende Entwicklungsbeiträge zur Fernsehtechnik in den frühen 1950er Jahren ohne geschäftlichen Erfolg. Ab 1953 wurde neben Charlottenburg auch im nordhessischen Fritzlar in der ehemaligen Watter-Kaserne gefertigt.
1955 beschloss die Unternehmensleitung, sich auf die Herstellung von Elektrozählern und Schaltuhren zu beschränken. Darauf folgte 1956 die vollständige Übernahme von Heliowatt durch Siemens und ihr Weiterverkauf an die Bergmann Elektrizitätswerke AG. Siemens behielt nur noch die Radio- und Fernsehgeräteproduktion, während Bergmann die restliche Produktpalette der Heliowattwerke übernahm. Die Produktion von Radio- und Fernsehgeräten ging damit ihrem Ende zu. Der Katalog von 1957/58 enthielt noch fünf neue Modelle, aber 1958/59 brachte Nora nur noch zwei TV-Geräte auf den Markt. Danach wurde die Marke Nora von Siemens praktisch nicht mehr weitergeführt.

## Ende

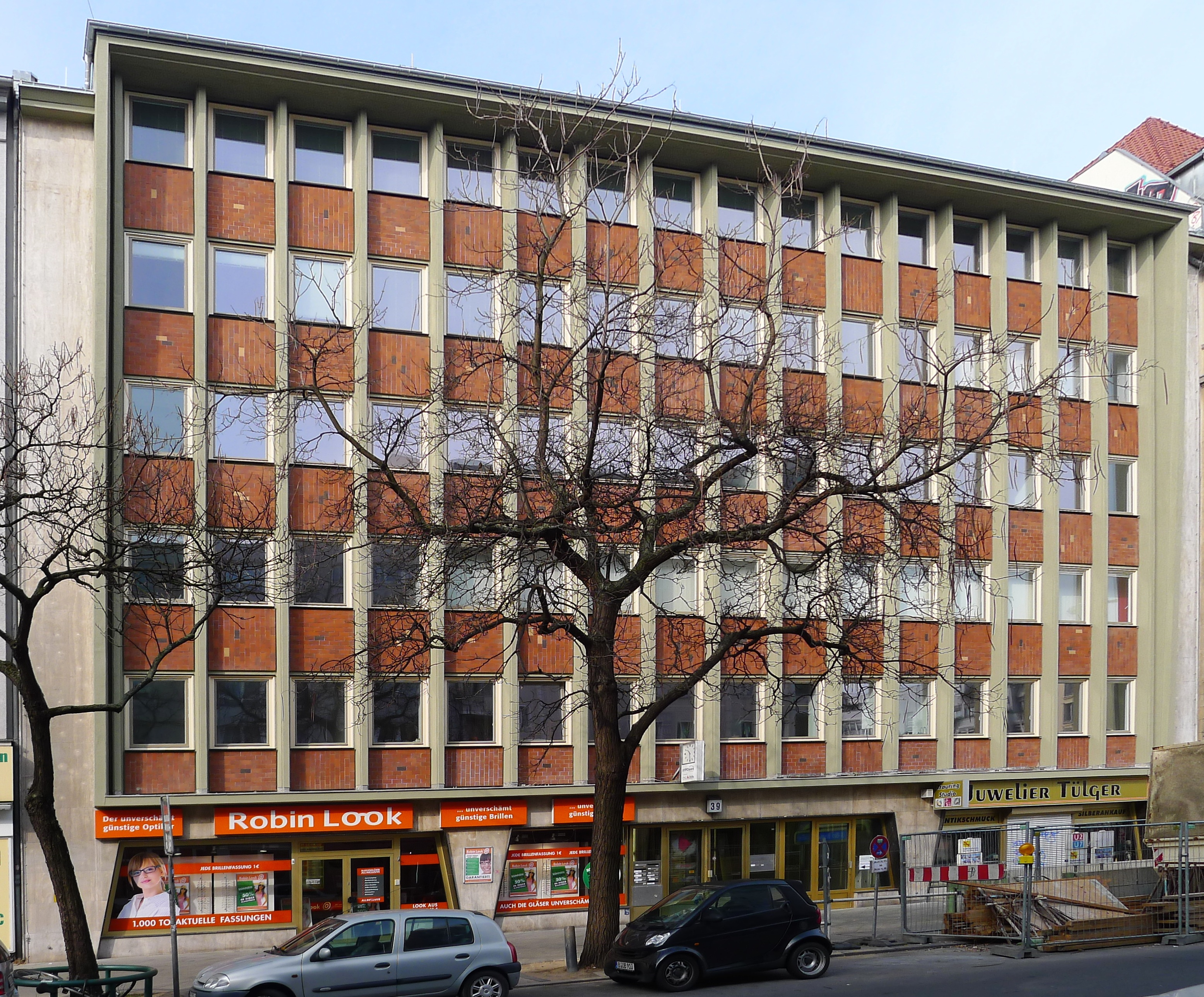
Wilmersdorfer Straße 39 in Berlin-Charlottenburg

Heliowatt selbst produzierte nunmehr nur noch hochwertige Mess- und Regelungstechnik. 1964 wurde die Firma wieder in eine GmbH umgewandelt. Nach mehreren Wechseln in der Eignerschaft, zuletzt 1993 an eine Tochter der „Schlumberger Holding“, wurden jedoch im Herbst 1996 die letzten noch bestehenden Werke in Berlin-Charlottenburg und Berlin-Wilmersdorf endgültig geschlossen, da das operative Geschäft angesichts internationaler Konkurrenz und dadurch bewirktem Preisverfall seit 1993 defizitär geblieben war.
Das 1956–1957 von dem Berliner Architekten Siegfried Fehr und der Siemens-Bauunion GmbH erbaute neue Verwaltungsgebäude der Heliowatt AG in der Wilmersdorfer Straße 39, ein Stahlbeton-Mauerwerksbau mit flachem Dach, rot verklinkerten Fensterbrüstungen und vertikalen Betonbändern zwischen den Fenstern, ist heute als Baudenkmal ausgewiesen.
Koordinaten: 52° 30′ 40″ N, 13° 18′ 18″ O